# منتخب كرواتيا لكرة القاعدة
منتخب كرواتيا الوطني لكرة القاعدة (بالكرواتية: Hrvatska bejzbolska reprezentacija) هو ممثل كرواتيا الرسمي في المنافسات الدولية في كرة القاعدة .